# Peter Wallenberg (1926–2015)
Peter Wallenberg ([ˈpiːter ˈvalenˌbærj]), född 29 maj 1926 i Skeppsholms församling i Stockholm, död 19 januari 2015 i Värmdö församling i Stockholms län, var en svensk företagsledare och industri- och finansman. Han blev ledare för Wallenbergsfären vid faderns död 1982 och var ordförande i Wallenbergstiftelsen till 88 års ålder. Han var juris kandidat och tidigare ordförande i Investor.

## Bakgrund
Peter Wallenberg tillhörde finansfamiljen Wallenberg med rötter i Östergötland. Han var son till Marcus Wallenberg och Dorothy Mackay. Han var yngre bror till Marc Wallenberg, brorson till Jacob Wallenberg och sonson till Marcus Wallenberg.
Eftersom hans mor var skotska uttalade han sitt eget förnamn på engelska: "Piter" [ˈpiːter].

## Karriär

### Tidig karriär
Peter Wallenberg inledde 1953 sin karriär på Atlas Copco och var under 1960-talet verksam i Afrika. Under lång tid kom han att stå i sin fars skugga. Fadern förde fram sin äldste son Marc, men tvivlade på att yngste sonen Peter var skickad att klara en ledande befattning inom familjens företagsgrupp Wallenbergsfären. Peter Wallenberg kom först efter sin fars död 1982, att få en framträdande position. Många tvivlade inledningsvis på hans förmåga.
Fadern hade kort före sin bortgång inlett ett samarbete med Volvos starke man Pehr G. Gyllenhammar. Volvo förvärvade också stora aktieposter i Atlas Copco och Stora Kopparberg, två av kronjuvelerna i Wallenbergsfären. Peter Wallenberg valde att köpa ut Volvo ur Wallenbergsfären. Detta möjliggjordes genom att ett högt belånat bolag, Patricia, skapades för ändamålet. Den långa börsuppgång som följde under 1980-talet gjorde affären lyckosam, men upplägget var riskfyllt. Peter Wallenberg konsoliderade sfären genom att sälja ut aktieposter i SAAB personbilar (till GM), Alfa Laval (till Rausings) med flera företag medan aktieposterna i andra företag som STORA och Atlas Copco utökades. Wallenbergfamiljens tre investmentbolag, Investor, Providentia och Export Invest, fusionerades under Wallenbergs styre och en omfattande, vinstgivande tradingverksamhet startades.
Peter Wallenberg överträffade i vissa avseenden de låga förväntningar, som omvärlden hade på honom vid faderns död. Under en tioårig ordförandeperiod för Investor internationaliserades gruppen, och internationella fusioner sattes i verket. Bland annat bildades ABB, Astra Zeneca och Stora Enso. Wallenbergs ordförandeperiod kom dock också att präglas av bonusprogram, höga ersättningar till ledningar och inte minst generösa avgångsvederlag. Peter Wallenberg har kommit att kritiseras för storleken på den pensionsersättning han beviljades av Investors styrelse under ordförandeskap av den då nytillträdde Percy Barnevik.

### Pensionsskandalen i ABB
Peter Wallenberg kom även att bli inblandad i den så kallade pensionsskandalen i ABB, år 2002, som handlade om pensionsutbetalningar, på 930 miljoner kronor, till Wallenbergsfärens då mest framträdande person, Percy Barnevik. Pensionsavtalet hade undertecknats av Peter Wallenberg. Fem år tidigare hade Barnevik avlöst Wallenberg på ordförandeposten i Investor och i samband därmed bestämdes Wallenbergs pension till 15 miljoner kronor per år, livet ut. Avtalet hade hållits dolt, det vill säga inte offentliggjorts i någon årsredovisning. Det blev offentligt först i samband med pensionsskandalen i ABB. I april 2003 visade då två ekonomijournalister i boken Livsfarlig ledning, att Wallenberg mellan åren 1991 och 1996 skrivit under minst 20 dokument, som reglerade olika former av utbetalningar till Barnevik. Därmed stod det klart, att Wallenbergsfärens ålderman, i motsats till vad han själv uppgivit, hade haft full insyn i och ansvar för Barneviks rekordpension.

### Senare karriär
Wallenberg var ordförande för Handelshögskoleföreningen, Handelshögskolan i Stockholms högsta beslutande organ, 1989–2001. Han utsågs av föreningen till ledamot i Handelshögskolan i Stockholms direktion, Handelshögskolan i Stockholms högsta verkställande organ, 1988–2001 och var dess vice ordförande 1995–2001.
Han var fram till sin död fortfarande styrelseordförande i flera av Wallenbergstiftelserna, däribland de två största, Knut och Alice Wallenbergs Stiftelse och Marianne och Marcus Wallenbergs Stiftelse. En av stiftelserna bär Peter Wallenbergs namn, Ekon. dr Peter Wallenbergs Stiftelse för Ekonomi och Teknik, som grundades 1996 genom bidrag av svenska och finska företag samt ett antal privatpersoner för att hedra Peter Wallenberg på dennes 70-årsdag.
Vid hans utnämning till teknologie hedersdoktor vid Stockholms universitet 2008 möttes han av protester då han dessförinnan hade använt sig av uttrycket "svartingar" och gjort andra, bedömda som rasistiska, uttalanden om afrikaner i en intervju i TV4 1994 gjord av Stina Dabrowski.

## Familj
Peter Wallenberg kallades för "Pirre" inom familjen.
Han var i sitt första äktenskap gift 1954–1962 med Suzanne Grevillius (1933–2022), dotter till överläkaren Åke Grevillius och Sylvia Stenhammar samt 1962 omgift med Lars Fleming. Tillsammans fick de tre barn: Jacob Wallenberg (född 1956), Andrea Gandet (född 1957) och Peter Wallenberg junior (född 1959).
Andra äktenskapet var 1966–1969 med Alice Rosier Pearce (1944–1970) och tredje äktenskapet 1971–1980 med rådmannen Anna-Maria Eek (1927–2006).

## Utmärkelser
- Serafimermedaljen 2000[28]
- H.M. Konungens medalj av tolfte storleken i Serafimerordens band 1983
- Ledamot av Ingenjörsvetenskapsakademien sedan 1977
- Ekonomie hedersdoktor vid Handelshögskolan i Stockholm (ekon.dr h.c.) 1984
- Ekonomiska forskningsinstitutet vid Handelshögskolan i Stockholms SSE Research Award[29] 1995[30]
- Teknologie hedersdoktor vid Kungliga Tekniska högskolan 1997
- Juris hedersdoktor vid Stockholms universitet 26 september 2008[31]